# WWE
World Wrestling Entertainment (WWE), Inc. američka je tvrtka koja se bavi promocijom izvedbe i produciranjem sadržaja profesionalnog hrvanja, ali i snimanjem i produciranjem filmovima, glazbom, videoigrama, kupnjom i prodajom nekretnina, prijenosom svojih sportskih događaja, njihovom organizacijom, prodajom odjeće i raznih drugih proizvoda sa slikom ili simbolima profesionalnih hrvača.
Ime WWE odnosi se i na profesionalnu hrvačku promociju Capitol Wrestling Corporation Ltd. koju su osnovali Jess McMahon i Toots Мondt 1952., a postojala je do 1982. godine. Trenutno, WWE je najveća profesionalna hrvačka tvrtka u svijetu koja organizira više od 450 događaja godišnje i emitira svoj program za oko 900 milijuna kućanstava diljem svijeta na 28 različitih jezika. Glavno sjedište nalazi se u gradu Stamfordu, s uredima u većim gradovima diljem svijeta.
Kao i u drugim profesionalnim hrvačkim promocijama, WWE se ne odnosi na stvarno natjecanje u hrvanju, nego se isključivo temelji na zabavljanju publike, s radnjom i događajima koji se izvršavaju prema određenom scenariju. Unatoč tomu, hrvačka natjecanja često uključuju rizične pokrete koji mogu dovesti izvođače do ozbiljnih ozljeda ako se ne izvode pravilno. Predodređeni aspekt hrvanja javno je priznao vlasnik WWE-a Vince McMahon 1989. godine kako bi izbjegao plaćanje poreza atletskim savezima. WWE javno predstavlja svoj proizvod kao oblik sportske zabave koji korijenski dolazi od sporta i glume.
Trenutni većinski vlasnik tvrtke je njezin predsjednik i generalni izvršni direktor Vince McMahon. Zajedno sa suprugom Lindom, djecom Shane i Stephanie i zetom Paul "Triple H" Levesquem, obitelj МcMahonov posjeduje oko 42 % dionica tvrtke i 70,5 % glasačkih prava.
Trenutna organizacija, registrirana 21. veljače 1980., ranije je bila poznata pod nazivom Titan Sport, Inc., a osnovana je u South Yarmothu, u saveznoj državi Massachusettsu. Titan Sport akvizirao je Capitol Wrestling Corporation Ltd. koji je posjedovalo prava za World Wrestling Federation (WWF), do 1982. godine prethodno poznata pod nazivom World Wide Wrestling Federation (WWWF). 1999. godine Titan Sports je preuzeo ime World Wrestling Federation Inc., a nakon toga 2002. godine ime World Wrestling Federation Entertainment Inc. Od 2011. godine kompanija nastupa pod imenom World Wrestling Entertainment Inc. (WWE), iako njezino pravno ime nije promijenjeno.

## Povijest tvrtke

### Capitol Wrestling Corporation (1953. – 1963.)
Povijest WWE kompanije počinje 7. siječnja 1953. kada je predstavljen prvi hrvački događaj koji je održao Capitol Wrestling Corporation (CWC). Nije točno poznato tko je osnovao CWC. Neki izvori tvrde da je to bio Vincent James McMahon (Vince McMahon Senior), dok je prema drugim izvorima to njegov otac Jess McMahon. CWC je kasnije postao dio National Wrestling Alliancea (NWA) i ubrzo nakon toga se poznati njujorški profesionalni hrvač i promotor Toots Mondt, koji je revolucionarizirao hrvačku industriju, pridružio CWC-u.

### World Wide Wrestling Federation (1963. – 1979.)
Vincent J. McMahon i Toots Mondt bili su vrlo uspješni i ubrzo su nadzirali oko 70 % hrvačkih događanja u okriljeu NWA-a. 1963. godine McMahon i Mondt sukobili su se s vodstvom NWA-a oko "Nature Boya" Buddyja Rogersa koji je u tom trenutku posjedovao titulu NWA World Heavyweight Championship. Mondt i McMahon bili su menadžeri Rogersu i optuženi su od ostalih NWA promotora kako se Rogersu pogodovalo tako da je branio titulu samo u gradovima u kojima su Mondt i McMahon vodili hrvačko događanje, čime su monopolizirali svjetsku titulu NWA World Heavyweight Championship. Ova situacija dovela je do toga da je NWA 24. siječnja 1963. poslao pet hrvača koji su prije toga držali titulu svjetskog prvaka kako bi oduzeli titulu Rogersu. Među njima je bio i Lou Thesz s iskustvom u profesionalnom hrvanju. Rogers je prihvatio poraz i izgubio je titulu. Mondt i McMahon su prvotno odlučili samo ignorirati ovu promjenu naslova. Od siječnja do travnja 1963. Rogers je na njihovim hrvačkim događanjima i dalje bio NWA World Champion, tj. World Heavyweight Champion. Zbog ove situacije Mondt i McMahon napuštaju NWA i osnivaju World Wide Wrestling Federation (WWWF). Uz njih, NWA je napustio i Willie Gilzenberg, dugogodišnji promotor boksa i hrvanja, koji u lipnju 1963. postaje prvi direktor WWWF-a, što formalno označava početak povijesti WWWF-a. Svemu je uslijedilo održavanje fiktivnog natjecanja u Rio de Janeiru, gdje je 25. travnja 1963. Rogers porazio Antonina Roccu, poznatog hrvača Capitol Sportsa. U stvarnosti, borba nikad nije ni održana, Rogers je u to vrijeme bio u bolnici u Ohiju, gdje se oporavljao od srčanog udara koji je doveo i do kraja njegove karijere. Mondt je krajem 1960-ih napustio Capitol i, iako je WWWF prvotno napustila NWA zbog spora 1964., 1971. WWWF ponovno postaje dio NWA pod vodstvom Vincea McMahona Seniora.  

### World Wide Wrestling Federation (1979. – 2002.)

#### Zlatno Doba (1979. – 1982.)
Sin Vincenta J. McMahona, Vincent Kennedy McMahon i njegova žena Linda osnovali su kompaniju Titan Sports, Inc. 1980. godine u South Yarmouthu, Massachusetts i uspostavili promociju s kraticom "WWF" (World Wrestling Federation). Mlađi McMahon otkupio je Capitol od svog oca 1982. godine, preuzimajući kontrolu nad kompanijom. Glavni cilj Vincenta K. McMahona bila je ekspanzija poslovanja koja će WWF učiniti primarnom hrvačkom promocijom u državi, a kasnije i u svijetu. Veći zamah u popularnosti WWF-a nastao je kada je McMahon regrutirao hrvačkog talenta Hulka Hogana iz američke hrvačke promocije AWA (American Wrestling Promotion), koji je bio popularan i izvan hrvačkih krugova, ponajviše zbog svog pojavljivanja u filmu „Rocky III“.

## Naslovi i prvaci

### Raw
| Raw                            | Raw                             | Raw     | Raw                | Raw     | Raw                   | Raw                                                                 |
| Titula                         | Trenutni prvak (s)              | Osvojio | Datum pobjede      | Držanje | Lokacija              | Bilješke                                                            |
| ------------------------------ | ------------------------------- | ------- | ------------------ | ------- | --------------------- | ------------------------------------------------------------------- |
| WWE Championship               | Big E                           | 1       | 13. rujna 2021.    | 40+     | Boston, Massachusetts | Porazio Bobby Lashleyja - "Money in the Bank cash-in" - "SmackDown" |
| WWE United States Championship | Damian Priest                   | 1       | 21. kolovoz 2021.  | 63+     | Paradise, Nevada      | Porazio Sheamusa - "SummerSlam 2021"                                |
| WWE Raw Women's Championship   | Becky Lynch                     | 2       | 22. listopad 2021. | 1+      | Wichita, Kansas       | Razmjena titule s Charlotte Flair                                   |
| WWE Raw Tag Team Championship  | RK-Bro (Riddle and Randy Orton) | 1       | 21. kolovoz 2021.  | 63+     | Paradise, Nevada      | Porazili AJ Stylesa i Omosa - "SummerSlam 2021"                     |

### SmackDown
| SmackDown                           | SmackDown                        | SmackDown | SmackDown           | SmackDown | SmackDown         | SmackDown                                                                                              |
| Titula                              | Trenutni prvak (s)               | Osvojio   | Datum pobjede       | Držanje   | Lokacija          | Bilješke                                                                                               |
| ----------------------------------- | -------------------------------- | --------- | ------------------- | --------- | ----------------- | --- |
| WWE Universal Championship          | Roman Reigns                     | 2         | 30. kolovoz 2021.   | 419+      | Orlando, Florida  | Porazio "The Fiend" Bray Wyatta and Braun Strowmana - "Triple Threat No Holds Barred" - "Payback 2021" |
| WWE Intercontinental Championship   | Shinsuke Nakamura                | 2         | 13. kolovoz 2021.   | 71+       | Tulsa, Oklahoma   | Porazio Apollo Crewsa - "SmackDown"                                                                    |
| WWE SmackDown Women's Championship  | Charlotte Flair                  | 6         | 22. listopada 2021. | 1+        | Wichita, Kansas   | Razmjena titule s Becky Lynch                                                                          |
| WWE SmackDown Tag Team Championship | The Usos (Jey Uso and Jimmy Uso) | 5         | 18. srpnja 2021.    | 97+       | Fort Worth, Texas | Porazili Rey i Dominik Mysterio - "Money in the Bank 2021"                                             |

### NXT
| NXT                             | NXT                           | NXT     | NXT                 | NXT     | NXT              | NXT |
| Titula                          | Trenutni prvak (s)            | Osvojio | Datum pobjede       | Držanje | Lokacija         | Bilješke |
| ------------------------------- | ----------------------------- | ------- | ------------------- | ------- | ---------------- | --- |
| NXT Championship                | Tommaso Ciampa                | 2       | 14. rujna 2021.     | 39+     | Orlando, Florida | Porazio LA Knighta, Pete Dunnea i Von Wagnera - "Fatal four-way match" - "NXT 2.0" |
| NXT North American Championship | Carmelo Hayes                 | 1       | 12. listopada 2021. | 11+     | Orlando, Florida | Porazio Isaiah "Swerve" Scotta - "NXT" |
| NXT Women's Championship        | Raquel González               | 1       | 7. travnja 2021.    | 199+    | Orlando, Florida | Porazila Io Shiraiu - "NXT TakeOver: Stand & Deliver Night 1" |
| NXT Tag Team Championship       | MSK (Nash Carter and Wes Lee) | 1       | 7. travnja 2021.    | 199+    | Orlando, Florida | Porazili Grizzled Young Veterans (James Drake and Zack Gibson) i Legado Del Fantasma (Raul Mendoza and Joaquin Wilde) - "Triple Threat Tag Team match" - "NXT TakeOver: Stand & Deliver Night 1" |
| WWE Cruiserweight Championship  | Roderick Strong               | 1       | 21. rujna 2021.     | 32+     | Orlando, Florida | Porazio Kushidu - "NXT 2.0" |

### NXT UK
| NXT UK                          | NXT UK             | NXT UK  | NXT UK            | NXT UK  | NXT UK           | NXT UK                               |
| Titula                          | Trenutni prvak (s) | Osvojio | Datum pobjede     | Držanje | Lokacija         | Bilješke                             |
| ------------------------------- | ------------------ | ------- | ----------------- | ------- | ---------------- | ------------------------------------ |
| WWE United Kingdom Championship | Ilja Dragunov      | 1       | 21. kolovoz 2021. | 62+     | Orlando, Florida | Porazio Waltera - "NXT TakeOver 36." |